# Familiær adenomatøs polypose
Familiær adenomatøs polypose (FAP) er en arvelig sygdom, hvori flere adenomatøse polypper dannes hovedsageligt i tyktarmens epitel. Mens disse polypper starter som benigne, vil de transformere sig til tyktarmskræft hvis de ikke behandles. Der kendes til tre varianter, FAP og svækket FAP forårsages af defekter i APC-genet på kromosom 5 mens autosomal recessiv FAP (eller MYH-associeret polypose) forårsages af defekter i MUTYH-genet på kromosom 1. Ud af de tre er FAP selv den mest alvorlige og mest udbredte form; omend det for alle tre er tilfældet at de resulterende tyktarmspolypper og kræftformer holder sig til tyktarmsvæggen, og fjernelse kan i høj grad reducere spredningen af kræften.